# Campionato mondiale di hockey su prato 2018
L'edizione del 2018 della Coppa del Mondo di hockey maschile è stata la 14a rassegna mondiale del torneo di hockey su prato e si è tenuta dal 28 novembre al 16 dicembre 2018 nel Kalinga Stadium a Bhubaneswar in India.
Si è trattata della terza edizione dei mondiali di hockey che ha visto l'India come paese ospitante, dopo quelle del 1982 e del 2010.
I detentori australiani del titolo del 2014 hanno visto il loro cammino interrompersi in semifinale ai rigori contro gli olandesi.
I campionati sono stati vinti dal Belgio - prima volta assoluta - ai rigori in finale contro l'Olanda. 
L'Australia ha conquistato la terza piazza, battendo l'Inghilterra per 8-1.

## Candidatura
A marzo 2013, un mese dopo che la Federazione Internazionale di Hockey ha pubblicato il documento contenente il processo di assegnazione degli eventi per il ciclo 2014-2018, Australia, Belgio, India, Malaysia e Nuova Zelanda sono stati selezionati come candidati per ospitare l'evento e sono stati invitati a presentare la documentazione di gara. Il Belgio non ha dato seguito alla richiesta. Un mese prima delle elezioni presidenziali, l'Australia ha ritirato la domanda per motivi tecnici e finanziari. L'India è stata annunciata come paese ospitante il 7 novembre 2013, durante una cerimonia speciale a Losanna, in Svizzera.

## Qualificazioni
A causa dell'innalzamento a 16 delle squadre partecipanti, il nuovo processo di qualificazione è stato annunciato a luglio 2015 dalla Federazione Internazionale di Hockey. Tutte le squadre che hanno vinto la rassegna continentale di riferimento in una delle cinque confederazioni e la nazione ospitante si sono qualificate automaticamente al campionato del mondo. 
Vengono riportate di seguito le sedici squadre che hanno partecipato ai campionati del mondo, con la posizione che occupavano in classifica prima del torneo:
| Data                     | Evento                                         | Luogo                                       | Squadra qualificata |
| ------------------------ | ---------------------------------------------- | ------------------------------------------- | --- |
| 7 novembre 2013          | Paese ospitante                                | India                                       | India (5) |
| 15 giugno-23 luglio 2017 | Semifinali della Hockey World League (2016-17) | Londra, Regno Unito Johannesburg, Sudafrica | Inghilterra (7) Malaysia (12) Canada (11) Pakistan (13) Cina (17) Belgio (3) Germania (6) Nuova Zelanda (8) Spagna (9) Irlanda (10) Francia (16) |
| 4-12 agosto 2017         | Coppa Panamericana                             | Lancaster, Stati Uniti d'America            | Argentina (2) |
| 19-27 agosto 2017        | Campionato europeo                             | Amstelveen, Paesi Bassi                     | Paesi Bassi (4) |
| 11-15 ottobre 2017       | Coppa d'Oceania                                | Sydney, Australia                           | Australia (1) |
| 11-22 ottobre 2017       | Campionato asiatico                            | Dacca, Bangladesh                           | -* |
| 22-29 ottobre 2017       | Campionato africano                            | Ismailia, Egitto                            | Sudafrica (15) |

- India si era già qualificata, pertanto lo slot è stato attribuito alla Cina.

## Arbitri
- Diego Barbas
- Dan Barstow
- Ben Göntgen
- Marcin Grochal
- Lim Hong Zhen
- Adam Kearns
- Mohamad Assalam Asyraq Salehudin
- Martin Madden
- Raghu Prasad

- Javed Shaikh
- Simon Taylor
- David Tomlinson
- Gregory Uyttenhove
- Jonas van't Hek
- Francisco Vásquez
- Peter Wright

## Formula
16 squadre sono inizialmente state inserite in quattro gironi composti da 4 squadre ciascuno in cui ogni squadra affronta le altre appartenenti allo stesso girone. La prima di ogni gruppo si è qualificata direttamente ai quarti, la seconda e la terza hanno fatto uno spareggio con le seconde e terze classificate degli altri gironi. Le 4 squadre vincenti dei quarti di finale hanno avuto accesso alle semifinali; le due vincenti delle semifinali hanno partecipato alla finalissima per la medaglia d'oro, mentre le due perdenti hanno disputato la finale 3º-4º posto che ha assegnato la medaglia di bronzo.

## Risultati

### Fase preliminare
|  | Qualificata ai quarti di finale  |
|  | Spareggio per i quarti di finale |
|  | Eliminate                        |

#### Gruppo A
| Squadra       | Pt | PG | V | P | S | GF | GS | Diff.za |
| ------------- | -- | -- | - | - | - | -- | -- | ------- |
| Argentina     | 6  | 3  | 2 | 0 | 1 | 10 | 8  | 2       |
| Francia       | 4  | 3  | 1 | 1 | 1 | 7  | 6  | 1       |
| Nuova Zelanda | 4  | 3  | 1 | 1 | 1 | 4  | 6  | −2      |
| Spagna        | 2  | 3  | 0 | 2 | 1 | 6  | 7  | −1      |

#### Partite Gruppo A
| Arbitro: | Marcin Grochal Javed Shaikh |

|                                                  |           |                                |
| Mazzilli 4’ Mazzilli 15’ Peillat 15’ Peillat 49’ | Marcatori | González 3’ Romeu 14’ Ruiz 35’ |

| Arbitro: | Martin Madden Peter Wright |

|                         |           |             |
| Russell 16’ Jenness 56’ | Marcatori | Clément 59’ |

| Arbitro: | Eric Kim Lai Koh Dan Barstow |

|              |           |            |
| Iglesias 48’ | Marcatori | Clément 6’ |

| Arbitro: | Ben Göntgen Lim Hong Zhen |

|  |           |                                    |
|  | Marcatori | Mazzilli 23’ Vila 41’ Martínez 55’ |

| Arbitro: | Peter Wright Raghu Prasad |

|                         |           |                          |
| Beltrán 9’ Iglesias 27’ | Marcatori | Phillips 50’ Russell 56’ |

| Arbitro: | Eric Kim Lai Koh Jonas van't Hek |

|  |           |                                                               |
|  | Marcatori | Genestet 18’ Charlier 23’ Coisne 26’ Baumgarten 30’ Goyet 54’ |

|  | Qualificata ai quarti di finale  |
|  | Spareggio per i quarti di finale |
|  | Eliminate                        |

#### Gruppo B
| Squadra     | Pt | PG | V | P | S | GF | GS | Diff.za |
| ----------- | -- | -- | - | - | - | -- | -- | ------- |
| Australia   | 9  | 3  | 3 | 0 | 0 | 16 | 1  | 15      |
| Inghilterra | 4  | 3  | 1 | 1 | 1 | 6  | 7  | −1      |
| Cina        | 2  | 3  | 0 | 2 | 1 | 3  | 14 | −11     |
| Irlanda     | 1  | 3  | 0 | 1 | 2 | 4  | 7  | −3      |

#### Partite Gruppo B
| Arbitro: | Jonas van't Hek Francisco Vásquez |

|                      |           |                |
| Govers 11’ Brand 34’ | Marcatori | O'Donoghue 13’ |

| Arbitro: | Eric Kim Lai Koh Gregory Uyttenhove |

|                          |           |                        |
| Gleghorne 14’ Ansell 48’ | Marcatori | Xiaoping 5’ Talake 59’ |

| Arbitro: | Raghu Prasad David Tomlinson |

|  |           |                                  |
|  | Marcatori | Whetton 47’ Govers 50’ Weyer 58’ |

| Arbitro: | Simon Taylor Javed Shaikh |

|             |           |         |
| Sothern 44’ | Marcatori | Jin 43’ |

| Arbitro: | Diego Barbas Lim Hong Zhen |

| |           |  |
| Govers 10’ Zalewski 15’ Craig 16’ Govers 19’ Hayward 22’ Whetton 29’ Brand 33’ Govers 34’ Wotherspoon 39’ Ogilvie 49’ Brand 55’ | Marcatori |  |

| Arbitro: | Marcin Grochal Ben Göntgen |

|                          |           |                                              |
| Cargo 35’ O'Donoghue 37’ | Marcatori | Condon 15’ Ansell 37’ Gall 38’ Gleghorne 60’ |

|  | Qualificata ai quarti di finale  |
|  | Spareggio per i quarti di finale |
|  | Eliminate                        |

#### Gruppo C
| Squadra   | Pt | PG | V | P | S | GF | GS | Diff.za |
| --------- | -- | -- | - | - | - | -- | -- | ------- |
| India     | 7  | 3  | 2 | 1 | 0 | 12 | 3  | 9       |
| Belgio    | 7  | 3  | 2 | 1 | 0 | 9  | 4  | 5       |
| Canada    | 1  | 3  | 0 | 1 | 2 | 3  | 8  | −5      |
| Sudafrica | 1  | 3  | 0 | 1 | 2 | 2  | 11 | −9      |

#### Partite Gruppo C
| Arbitro: | Adam Kearns Lim Hong Zhen |

|                       |           |             |
| Denayer 3’ Briels 22’ | Marcatori | Pearson 48’ |

| Arbitro: | Ben Göntgen Diego Barbas |

|                                                                      |           |  |
| Mandeep 10’ Akashdeep 12’ Simranjeet 43’ Upadhyay 45’ Simranjeet 46’ | Marcatori |  |

| Arbitro: | Martin Madden Jonas van't Hek |

|            |           |           |
| Tupper 45’ | Marcatori | Ntuli 43’ |

| Arbitro: | Marcin Grochal Francisco Vásquez |

|                                |           |                           |
| Harmanpreet 39’ Simranjeet 47’ | Marcatori | Hendrickx 8’ Gougnard 56’ |

| Arbitro: | Eric Kim Lai Koh David Tomlinson |

|                                                                    |           |            |
| Hendrickx 14’ Gougnard 18’ Hendrickx 22’ Luypaert 30’ Charlier 48’ | Marcatori | Spooner 1’ |

| Arbitro: | Dan Barstow Simon Taylor |

|             |           |                                                                        |
| van Son 39’ | Marcatori | Harmanpreet 12’ Chinglensana 46’ Upadhyay 47’ Rohidas 51’ Upadhyay 57’ |

|  | Qualificata ai quarti di finale  |
|  | Spareggio per i quarti di finale |
|  | Eliminate                        |

#### Gruppo D
| Squadra     | Pt | PG | V | P | S | GF | GS | Diff.za |
| ----------- | -- | -- | - | - | - | -- | -- | ------- |
| Germania    | 9  | 3  | 3 | 0 | 0 | 10 | 4  | 6       |
| Paesi Bassi | 6  | 3  | 2 | 0 | 1 | 13 | 5  | 8       |
| Pakistan    | 1  | 3  | 0 | 1 | 2 | 2  | 7  | −5      |
| Malaysia    | 1  | 3  | 0 | 1 | 2 | 4  | 13 | −9      |

#### Partite Gruppo D
| Arbitro: | Prasad Taylor |

| |           |  |
| Hertzberger 12’ Pruyser 21’ Hertzberger 29’ van der Weerden 35’ Kemperman 42’ Brinkman 57’ Hertzberger 60’ | Marcatori |  |

| Arbitro: | Dan Barstow David Tomlinson |

|             |           |  |
| Miltkau 36’ | Marcatori |  |

| Arbitro: | Peter Wright Adam Kearns |

|                                               |           |           |
| Müller 30’ Windfeder 52’ Miltkau 54’ Rühr 58’ | Marcatori | Verga 13’ |

| Arbitro: | Gregory Uyttenhove Diego Barbas |

|            |           |          |
| Faizal 55’ | Marcatori | Atiq 51’ |

| Arbitro: | Javed Shaikh Gregory Uyttenhove |

|                         |           |                                                          |
| Razie 26’ Nabil 28’ 42’ | Marcatori | Herzbruch 2’ Rühr 14’ Rühr 18’ Miltkau 39’ Herzbruch 59’ |

| Arbitro: | Martin Madden Francisco Vásquez |

|                                                                  |           |    |
| Brinkman 7’ Verga 27’ de Voogd 37’ Croon 47’ van der Weerden 59’ | Marcatori | 9’ |

### Fase a eliminazione diretta
|  | Eliminatorie  | Eliminatorie |             |             | Quarti di finale | Quarti di finale |           |                 | Semifinali      | Semifinali |  |  | Finale | Finale |
|  |               |              |             |             |                  |                  |           |                 |                 |            |  |  |        |        |
|  |               |              |             |             |                  |                  |           |                 |                 |            |  |  |        |        |
|  |               |              |             |             |                  |                  |           |                 |                 |            |  |  |        |        |
|  | Argentina     | 2            |             |             |                  |                  |           |                 |                 |            |  |  |        |        |
|  | Argentina     | 2            | Inghilterra | 2           |                  |                  |           |                 |                 |            |  |  |        |        |
|  |               | Inghilterra  | Inghilterra | 2           | 3                |                  |           |                 |                 |            |  |  |        |        |
|  | Nuova Zelanda | Inghilterra  | 0           |             | 3                | Inghilterra      | 0         |                 |                 |            |  |  |        |        |
|  | Nuova Zelanda |              | 0           |             |                  | Inghilterra      | 0         |                 |                 |            |  |  |        |        |
|  |               |              |             | Belgio      | 6                |                  |           |                 |                 |            |  |  |        |        |
|  | Germania      | 1            |             | Belgio      | 6                |                  |           |                 |                 |            |  |  |        |        |
|  | Germania      | 1            | Belgio      | 5           |                  |                  |           |                 |                 |            |  |  |        |        |
|  |               | Belgio       | Belgio      | 5           | 2                |                  |           |                 |                 |            |  |  |        |        |
|  | Pakistan      | Belgio       | 0           |             | 2                | Belgio           | 0 (3)     |                 |                 |            |  |  |        |        |
|  | Pakistan      |              | 0           |             |                  | Belgio           | 0 (3)     |                 |                 |            |  |  |        |        |
|  |               |              |             | Paesi Bassi | 0 (2)            |                  |           |                 |                 |            |  |  |        |        |
|  | Australia     | 3            |             | Paesi Bassi | 0 (2)            |                  |           |                 |                 |            |  |  |        |        |
|  | Australia     | 3            | Francia     | 1           |                  |                  |           |                 |                 |            |  |  |        |        |
|  |               | Francia      | Francia     | 1           | 0                |                  |           |                 |                 |            |  |  |        |        |
|  | Cina          | Francia      | 0           |             | 0                | Australia        | 2 (3)     | Finale 3º posto | Finale 3º posto |            |  |  |        |        |
|  | Cina          |              | 0           |             |                  | Australia        | 2 (3)     | Finale 3º posto | Finale 3º posto |            |  |  |        |        |
|  |               |              |             | Paesi Bassi | 2 (4)            |                  |           |                 |                 |            |  |  |        |        |
|  | India         | 1            |             | Paesi Bassi | 2 (4)            |                  |           |                 |                 |            |  |  |        |        |
|  | India         | 1            | Paesi Bassi | 5           |                  |                  | Australia | 8               |                 |            |  |  |        |        |
|  |               | Paesi Bassi  | Paesi Bassi | 5           | 2                |                  | Australia | 8               |                 |            |  |  |        |        |
|  | Canada        | Paesi Bassi  | 0           |             | 2                | Inghilterra      | 1         |                 |                 |            |  |  |        |        |
|  | Canada        |              | 0           |             |                  | Inghilterra      | 1         |                 |                 |            |  |  |        |        |

#### Eliminatorie
| Arbitro: | Adam Kearns Raghu Prasad |

|                       |           |  |
| Calnan 25’ Taylor 44’ | Marcatori |  |

| Arbitro: | Martin Madden Jonas van't Hek |

|             |           |  |
| Clément 36’ | Marcatori |  |

| Arbitro: | Marcin Grochal Dan Barstow |

|                                                            |           |  |
| Hendrickx 10’ Briels 13’ Charlier 27’ Dockier 35’ Boon 53’ | Marcatori |  |

| Arbitro: | Peter Wright Diego Barbas |

|                                                             |           |  |
| Balk 16’ Kemperman 20’ van Dam 40’ Brinkman 41’ van Dam 58’ | Marcatori |  |

#### Quarti di finale
| Arbitro: | Javed Shaikh Ben Göntgen |

|                         |           |                                     |
| Peillat 17’ Peillat 48’ | Marcatori | Middleton 27’ Calnan 45’ Martin 49’ |

| Arbitro: | Lim Hong Zhen Gregory Uyttenhove |

|                                    |           |  |
| Hayward 4’ Govers 19’ Zalewski 37’ | Marcatori |  |

| Arbitro: | Simon Taylor Francisco Vásquez |

|                |           |                        |
| Linnekogel 14’ | Marcatori | Hendrickx 18’ Boon 50’ |

| Arbitro: | David Tomlinson Adam Kearns |

|               |           |                                  |
| Akashdeep 12’ | Marcatori | Brinkman 15’ van der Weerden 50’ |

#### Semifinali
| Arbitro: | David Tomlinson Ben Göntgen |

|                                                                           |           |  |
| Boon 8’ Gougnard 19’ Charlier 42’ Hendrickx 45’ Hendrickx 50’ Dockier 53’ | Marcatori |  |

| Arbitro: | Martin Madden Dan Barstow |

|                                                              |                |                                             |
| Schuurman 9’ van Ass 20’                                     | Marcatori      | Howard 45’ Ockenden 60’                     |
| Hertzberger Pruyser Kemperman van Ass van Dam —— Hertzberger | Shootout 4 – 3 | Zalewski Beale Craig Brand Whetton —— Beale |

#### Finale per il terzo posto
| Arbitro: | Javed Shaikh David Tomlinson |

|                                                                                     |           |               |
| Govers 8’ Craig 9’ Craig 19’ Mitton 32’ Brand 34’ Craig 34’ Hayward 57’ Hayward 60’ | Marcatori | Middleton 45’ |

#### Finale
| Arbitro: | Adam Kearns Marcin Grochal |

|                                                                  |                |                                                            |
| Henri van Doren Denayer van Aubel Wegnez De Sloover —— van Aubel | Shootout 3 – 2 | Hertzberger Pruyser De Geus van Ass van Dam —— Hertzberger |

| Campione del mondo di Hockey su prato del 2018 |
| ---------------------------------------------- |
| Belgio 1º titolo                               |

## Squadra vincitrice
| Giocatore           | Status    |
| ------------------- | --------- |
| Gauthier Boccard    | Giocatore |
| Tom Boon            | Giocatore |
| Thomas Briels       | Capitano  |
| Cédric Charlier     | Giocatore |
| Nicolas De Kerpel   | Giocatore |
| Arthur De Sloover   | Giocatore |
| Félix Denayer       | Giocatore |
| Sébastien Dockier   | Giocatore |
| Simon Gougnard      | Giocatore |
| Alexander Hendrickx | Giocatore |
| Antoine Kina        | Giocatore |
| Loïck Luypaert      | Giocatore |
| Augustin Meurmans   | Giocatore |
| Florent van Aubel   | Giocatore |
| Arthur van Doren    | Giocatore |
| Vincent Vanasch     | Portiere  |
| Victor Wegnez       | Giocatore |

## Statistiche

### Classifica finale
| Classifica | Nazionale     |
| ---------- | ------------- |
| Oro        | Belgio        |
| Argento    | Paesi Bassi   |
| Bronzo     | Australia     |
| 4          | Inghilterra   |
| 5          | Germania      |
| 6          | India         |
| 7          | Argentina     |
| 8          | Francia       |
| 9          | Nuova Zelanda |
| 10         | Cina          |
| 11         | Canada        |
| 12         | Pakistan      |
| 13         | Spagna        |
| 14         | Irlanda       |
| 15         | Malaysia      |
| 16         | Sudafrica     |

### Classifica marcatori
| Giocatore           | Nazionale   | Reti |
| ------------------- | ----------- | ---- |
| Blake Govers        | Australia   | 7    |
| Alexander Hendrickx | Belgio      | 7    |
| Gonzalo Peillat     | Argentina   | 6    |
| Timothy Brand       | Australia   | 4    |
| Tom Craig           | Australia   | 4    |
| Jeremy Hayward      | Australia   | 4    |
| Thierry Brinkman    | Paesi Bassi | 4    |

Fonte.

## Premi individuali
| Capocannoniere                   | Miglior giocatore | Miglior portiere | Miglior giovane | Premio Fair Play |
| -------------------------------- | ----------------- | ---------------- | --------------- | ---------------- |
| Blake Govers Alexander Hendrickx | Arthur Van Doren  | Pirmin Blaak     | Thijs van Dam   | Spagna           |